# Генри, Мэтью
Мэтью Генри (англ. Matthew Henry; 18 октября 1662 — 22 июня 1714) — английский комментатор Библии и пресвитерианский священнослужитель.
Родился в Бродоке, небольшом английском городке на границе графств Флинтшир и Шропшир, в семье нонконформистского священника Филиппа Генри, незадолго до этого лишившегося своего места из-за Закона о единообразии 1662 года. В отличие от многих других священников, Филипп Генри обладал некоторыми частными средствами и сумел дать своему сыну хорошее образование. Мэтью Генри учился сначала в Излингтоне, а затем — в Грейс-Инн. 
Вскоре после этого он начал серьёзно изучать теологию и в 1687 году стал пресвитерианским священником в Честере. Тогда же почувствовал потребность написать обстоятельный комментарий ко всем книгам Ветхого и Нового завета.
В 1712 году он переехал в лондонский район Хакни, а спустя два года, в 1714 году, он внезапно умер от апоплексического удара в Нантвиче, следуя из Честера в Лондон.
Главным трудом Мэтью Генри является шеститомная работа  "Exposition of the Old and New Testaments" («Толкование Ветхого и Нового Заветов»). Она создавалась им в 1708 — 1710 годах и не была закончена, будучи прерванной смертью автора. Работа была переведена на многие языки Европы и Азии. Этот труд и поныне активно используется протестантскими авторами и сайтами, посвящёнными толкованию Библии. Вот лишь один из многочисленных примеров, речь о русскоязычном христианском сайте: https://bible-teka.com/matthew-henry/1/1/